# Lista stacji i przystanków kolejowych w Piemoncie
To jest lista stacji kolejowych w regionie Piemont zarządzanych przez Rete Ferroviaria Italiana, część włoskiego przedsiębiorstwa Ferrovie dello Stato.

## Lista
| Stacja                         | Miejsce                   | Prowincja            | Kategoria |
| ------------------------------ | ------------------------- | -------------------- | --------- |
| Acqui Terme                    | Acqui Terme               | Alessandria          | Silver    |
| Agliano-Castelnuovo Calcea     | Agliano Terme             | Asti                 | Bronze    |
| Airasca                        | Airasca                   | Turyn                | Bronze    |
| Alba                           | Alba                      | Cuneo                | Silver    |
| Albonese                       | Albonese                  | Novara               | Bronze    |
| Alessandria                    | Alessandria               | Alessandria          | Gold      |
| Alice Belcolle                 | Alice Bel Colle           | Alessandria          | Bronze    |
| Alpignano                      | Alpignano                 | Turyn                | Silver    |
| Arona                          | Arona                     | Novara               | Silver    |
| Arquata Scrivia                | Arquata Scrivia           | Alessandria          | Silver    |
| Asti                           | Asti                      | Asti                 | Gold      |
| Avigliana                      | Avigliana                 | Turyn                | Silver    |
| Bagnasco                       | Bagnasco                  | Cuneo                | Bronze    |
| Baldichieri-Tigliole           | Baldichieri d’Asti        | Asti                 | Bronze    |
| Balzola                        | Balzola                   | Alessandria          | Bronze    |
| Bandito                        | Bandito                   | Cuneo                | Bronze    |
| Bardonecchia                   | Bardonecchia              | Turyn                | Silver    |
| Baveno                         | Baveno                    | Verbano-Cusio-Ossola | Bronze    |
| Bazzana                        | Bazzana                   | Asti                 | Bronze    |
| Beaulard                       | Beaulard                  | Turyn                | Bronze    |
| Beinette                       | Beinette                  | Cuneo                | Bronze    |
| Belgirate                      | Belgirate                 | Verbano-Cusio-Ossola | Bronze    |
| Bellinzago                     | Bellinzago Novarese       | Novara               | Bronze    |
| Bergamasco                     | Bergamasco                | Alessandria          | Bronze    |
| Bianzè                         | Bianzè                    | Vercelli             | Bronze    |
| Bibiana                        | Bibiana                   | Turyn                | Bronze    |
| Biella San Paolo               | Biella                    | Biella               | Silver    |
| Biella-Chiavazza               | Biella                    | Biella               | Bronze    |
| Bistagno                       | Bistagno                  | Alessandria          | Bronze    |
| Bolzano Novarese               | Bolzano Novarese          | Novara               | Bronze    |
| Borgo Lavezzaro                | Borgo Lavezzaro           | Novara               | Bronze    |
| Borgo Revel                    | Borgo Revel               | Turyn                | Bronze    |
| Borgo San Dalmazzo             | Borgo San Dalmazzo        | Cuneo                | Bronze    |
| Borgo San Martino              | Borgo San Martino         | Alessandria          | Bronze    |
| Borgo Ticino                   | Borgo Ticino              | Novara               | Bronze    |
| Borgo Vercelli                 | Borgo Vercelli            | Vercelli             | Bronze    |
| Borgofranco                    | Borgofranco d’Ivrea       | Turyn                | Bronze    |
| Borgomanero                    | Borgomanero               | Novara               | Silver    |
| Borgone                        | Borgone Susa              | Turyn                | Silver    |
| Borgoratto                     | Borgoratto Alessandrino   | Alessandria          | Bronze    |
| Borgosesia                     | Borgosesia                | Vercelli             | Bronze    |
| Bra                            | Bra                       | Cuneo                | Silver    |
| Brandizzo                      | Brandizzo                 | Turyn                | Silver    |
| Bricherasio                    | Bricherasio               | Turyn                | Bronze    |
| Briona                         | Briona                    | Novara               | Bronze    |
| Brozolo                        | Brozolo                   | Turyn                | Bronze    |
| Bruno                          | Bruno                     | Asti                 | Bronze    |
| Bruzolo di Susa                | Bruzolo                   | Turyn                | Bronze    |
| Buronzo                        | Buronzo                   | Vercelli             | Bronze    |
| Busca                          | Busca                     | Cuneo                | Bronze    |
| Bussoleno                      | Bussoleno                 | Turyn                | Silver    |
| Calamandrana                   | Calamandrana              | Asti                 | Bronze    |
| Caltignaga                     | Caltignaga                | Novara               | Bronze    |
| Caluso                         | Caluso                    | Turyn                | Silver    |
| Cambiano-Santena               | Cambiano                  | Turyn                | Bronze    |
| Candelo                        | Candelo                   | Biella               | Bronze    |
| Candia Canavese                | Candia Canavese           | Turyn                | Bronze    |
| Candiolo                       | Candiolo                  | Turyn                | Silver    |
| Canelli                        | Canelli                   | Asti                 | Bronze    |
| Carentino                      | Carentino                 | Alessandria          | Bronze    |
| Carmagnola                     | Carmagnola                | Turyn                | Silver    |
| Carpignano Sesia               | Carpignano Sesia          | Novara               | Bronze    |
| Casale Monferrato              | Casale Monferrato         | Alessandria          | Silver    |
| Casaleggio                     | Casaleggio                | Novara               | Bronze    |
| Cassine                        | Cassine                   | Alessandria          | Bronze    |
| Castagnole delle Lanze         | Castagnole delle Lanze    | Asti                 | Silver    |
| Castell’Alfero                 | Castell’Alfero            | Asti                 | Bronze    |
| Castellazzo-Casalcermelli      | Castellazzo Bormida       | Alessandria          | Bronze    |
| Castelletto Ticino             | Castelletto sopra Ticino  | Novara               | Bronze    |
| Castello d'Annone              | Castello di Annone        | Asti                 | Bronze    |
| Castelnuovo Belbo              | Castelnuovo Belbo         | Asti                 | Bronze    |
| Castelrosso                    | Castelrosso               | Turyn                | Bronze    |
| Cavagnolo-Brusasco             | Cavagnolo                 | Turyn                | Bronze    |
| Cavallermaggiore               | Cavallermaggiore          | Cuneo                | Silver    |
| Centallo                       | Centallo                  | Cuneo                | Silver    |
| Ceva                           | Ceva                      | Cuneo                | Silver    |
| Chieri                         | Chieri                    | Turyn                | Bronze    |
| Chiomonte                      | Chiomonte                 | Turyn                | Bronze    |
| Chiusano-Cossombrato           | Chiusano d’Asti           | Asti                 | Bronze    |
| Chivasso                       | Chivasso                  | Turyn                | Gold      |
| Cocconato                      | Cocconato                 | Asti                 | Bronze    |
| Collegno                       | Collegno                  | Turyn                | Silver    |
| Comignago                      | Comignago                 | Novara               | Bronze    |
| Condove-Chiusa San Michele     | Condove                   | Turyn                | Silver    |
| Cossato                        | Cossato                   | Biella               | Bronze    |
| Costigliole d’Asti             | Costigliole d’Asti        | Cuneo                | Bronze    |
| Costigliole Saluzzo            | Costigliole Saluzzo       | Cuneo                | Bronze    |
| Crescentino                    | Crescentino               | Vercelli             | Silver    |
| Cressa-Fontaneto               | Cressa                    | Novara               | Bronze    |
| Cuneo                          | Cuneo                     | Cuneo                | Gold      |
| Cuneo Gesso                    | Cuneo                     | Cuneo                | Bronze    |
| Cunico-Scandeluzza             | Cunico                    | Asti                 | Bronze    |
| Cureggio                       | Cureggio                  | Novara               | Bronze    |
| Cuzzago                        | Cuzzago                   | Verbano-Cusio-Ossola | Bronze    |
| Domodossola                    | Domodossola               | Verbano-Cusio-Ossola | Gold      |
| Dormelletto                    | Dormelletto               | Novara               | Bronze    |
| Dormelletto Paese              | Dormelletto               | Novara               | Bronze    |
| Eca Nasagò                     | Eca Nasagò                | Cuneo                | Bronze    |
| Fara                           | Fara Novarese             | Novara               | Bronze    |
| Felizzano                      | Felizzano                 | Alessandria          | Bronze    |
| Fontanetto Po                  | Fontanetto Po             | Vercelli             | Bronze    |
| Fossano                        | Fossano                   | Cuneo                | Silver    |
| Frugarolo-Boscomarengo         | Frugarolo                 | Alessandria          | Bronze    |
| Garbagna                       | Garbagna Novarese         | Novara               | Bronze    |
| Garessio                       | Garessio                  | Cuneo                | Bronze    |
| Gattinara                      | Gattinara                 | Vercelli             | Bronze    |
| Ghemme                         | Ghemme                    | Novara               | Bronze    |
| Ghislarengo                    | Ghislarengo               | Vercelli             | Bronze    |
| Giarole                        | Giarole                   | Alessandria          | Bronze    |
| Gozzano                        | Gozzano                   | Novara               | Bronze    |
| Gravellona Toce                | Gravellona Toce           | Verbano-Cusio-Ossola | Bronze    |
| Grignasco                      | Grignasco                 | Novara               | Bronze    |
| Grugliasco                     | Grugliasco                | Turyn                | Silver    |
| Incisa Scapaccino              | Incisa Scapaccino         | Asti                 | Bronze    |
| Isola d’Asti                   | Isola d’Asti              | Asti                 | Bronze    |
| Ivrea                          | Ivrea                     | Turyn                | Silver    |
| Lauriano                       | Lauriano                  | Turyn                | Bronze    |
| Lesa                           | Lesa                      | Novara               | Bronze    |
| Lesegno                        | Lesegno                   | Cuneo                | Bronze    |
| Limone                         | Limone Piemonte           | Cuneo                | Silver    |
| Livorno Ferraris               | Livorno Ferraris          | Vercelli             | Silver    |
| Luserna San Giovanni           | Luserna San Giovanni      | Turyn                | Bronze    |
| Madonna del Pilone             | Madonna del Pilone        | Cuneo                | Bronze    |
| Magliano-Crava-Morozzo         | Magliano Alpi             | Cuneo                | Bronze    |
| Manta                          | Manta                     | Cuneo                | Bronze    |
| Marano Ticino                  | Marano Ticino             | Novara               | Bronze    |
| Margarita                      | Margarita                 | Cuneo                | Bronze    |
| Meana                          | Meana di Susa             | Turyn                | Bronze    |
| Meina                          | Meina                     | Novara               | Bronze    |
| Merana                         | Merana                    | Alessandria          | Bronze    |
| Mercenasco                     | Mercenasco                | Turyn                | Bronze    |
| Mergozzo                       | Mergozzo                  | Verbano-Cusio-Ossola | Bronze    |
| Molare                         | Molare                    | Alessandria          | Bronze    |
| Mombaldone-Roccaverano         | Mombaldone                | Alessandria          | Bronze    |
| Mombaruzzo                     | Mombaruzzo                | Asti                 | Bronze    |
| Momo                           | Momo                      | Novara               | Bronze    |
| Moncalieri                     | Moncalieri                | Turyn                | Silver    |
| Moncalieri Sangone             | Moncalieri                | Turyn                | Bronze    |
| Moncalvo                       | Moncalvo                  | Asti                 | Bronze    |
| Mondovì                        | Mondovì                   | Cuneo                | Silver    |
| Mongardino                     | Mongardino                | Asti                 | Bronze    |
| Montanaro                      | Montanaro                 | Turyn                | Silver    |
| Montechiaro d’Asti             | Montechiaro d’Asti        | Asti                 | Bronze    |
| Montechiaro-Denice             | Montechiaro d’Acqui       | Alessandria          | Bronze    |
| Montegrosso                    | Montegrosso d’Asti        | Asti                 | Bronze    |
| Monteu da Po                   | Monteu da Po              | Turyn                | Bronze    |
| Monticello d’Alba              | Monticello d’Alba         | Cuneo                | Bronze    |
| Montiglio-Murisengo            | Montiglio Monferrato      | Asti                 | Bronze    |
| Morano sul Po                  | Morano sul Po             | Alessandria          | Bronze    |
| Motta di Costigliole           | Motta di Costigliole      | Asti                 | Bronze    |
| Mussotto                       | Mussotto                  | Cuneo                | Bronze    |
| Neive                          | Neive                     | Cuneo                | Bronze    |
| Nibbia                         | Nibbia                    | Novara               | Bronze    |
| Nichelino                      | Nichelino                 | Turyn                | Bronze    |
| Nizza Monferrato               | Nizza Monferrato          | Asti                 | Silver    |
| None                           | None                      | Turyn                | Silver    |
| Novara                         | Novara                    | Novara               | Gold      |
| Novi Ligure                    | Novi Ligure               | Alessandria          | Silver    |
| Nucetto                        | Nucetto                   | Cuneo                | Bronze    |
| Oleggio                        | Oleggio                   | Novara               | Silver    |
| Omegna                         | Omegna                    | Verbano-Cusio-Ossola | Silver    |
| Omegna-Crusinallo              | Omegna                    | Verbano-Cusio-Ossola | Bronze    |
| Ormea                          | Ormea                     | Cuneo                | Bronze    |
| Ornavasso                      | Ornavasso                 | Verbano-Cusio-Ossola | Bronze    |
| Orta-Miasino                   | Orta San Giulio           | Novara               | Bronze    |
| Oulx-Cesana-Claviere-Sestriere | Oulx                      | Turyn                | Silver    |
| Ovada                          | Ovada                     | Alessandria          | Silver    |
| Ovada Nord                     | Ovada                     | Alessandria          | Bronze    |
| Oviglio                        | Oviglio                   | Alessandria          | Bronze    |
| Ozzano Monferrato              | Ozzano Monferrato         | Alessandria          | Bronze    |
| Palazzolo Vercellese           | Palazzolo Vercellese      | Vercelli             | Bronze    |
| Pallanzeno                     | Pallanzeno                | Verbano-Cusio-Ossola | Bronze    |
| Penango                        | Penango                   | Asti                 | Bronze    |
| Pessione                       | Pessione                  | Turyn                | Bronze    |
| Pettenasco                     | Pettenasco                | Novara               | Bronze    |
| Pianfei                        | Pianfei                   | Cuneo                | Bronze    |
| Piedimulera                    | Piedimulera               | Verbano-Cusio-Ossola | Bronze    |
| Pieve Vergonte                 | Pieve Vergonte            | Verbano-Cusio-Ossola | Bronze    |
| Pievetta                       | Pievetta                  | Cuneo                | Bronze    |
| Pinerolo                       | Pinerolo                  | Turyn                | Silver    |
| Pinerolo Olimpica              | Pinerolo                  | Turyn                | Silver    |
| Piscina di Pinerolo            | Piscina                   | Turyn                | Silver    |
| Pocapaglia                     | Pocapaglia                | Cuneo                | Bronze    |
| Pombia                         | Pombia                    | Novara               | Bronze    |
| Pontecurone                    | Pontecurone               | Alessandria          | Bronze    |
| Ponti                          | Ponti                     | Alessandria          | Bronze    |
| Portacomaro                    | Portacomaro               | Asti                 | Bronze    |
| Porto Varallo Pombia           | Varallo Pombia            | Novara               | Bronze    |
| Pozzolo Formigaro              | Pozzolo Formigaro         | Alessandria          | Bronze    |
| Prasco-Cremolino               | Prasco                    | Alessandria          | Bronze    |
| Prato Sesia                    | Prato Sesia               | Novara               | Bronze    |
| Predosa                        | Predosa                   | Alessandria          | Bronze    |
| Premosello-Chiovenda           | Premosello-Chiovenda      | Verbano-Cusio-Ossola | Bronze    |
| Priola                         | Priola                    | Cuneo                | Bronze    |
| Quarona                        | Quarona                   | Vercelli             | Bronze    |
| Racconigi                      | Racconigi                 | Cuneo                | Silver    |
| Rigoroso                       | Rigoroso                  | Alessandria          | Bronze    |
| Rivalta Scrivia                | Rivalta Scrivia           | Alessandria          | Bronze    |
| Robilante                      | Robilante                 | Cuneo                | Bronze    |
| Roccagrimalda                  | Rocca Grimalda            | Alessandria          | Bronze    |
| Roccavione                     | Roccavione                | Cuneo                | Bronze    |
| Rocchetta Tanaro-Cerro         | Rocchetta Tanaro          | Asti                 | Bronze    |
| Rodallo                        | Rodallo                   | Turyn                | Bronze    |
| Romagnano Sesia                | Romagnano Sesia           | Novara               | Silver    |
| Rosta                          | Rosta                     | Turyn                | Silver    |
| Rovasenda                      | Rovasenda                 | Vercelli             | Bronze    |
| Rovasenda Alta                 | Rovasenda                 | Vercelli             | Bronze    |
| Sant’Ambrogio                  | Sant’Ambrogio di Torino   | Turyn                | Silver    |
| Sant’Anna-Robella              | Robella                   | Asti                 | Bronze    |
| Sant’Antonino di Saluggia      | Sant’Antonino di Saluggia | Vercelli             | Bronze    |
| Sant’Antonino-Vaie             | Sant’Antonino di Susa     | Turyn                | Silver    |
| San Damiano d’Asti             | San Damiano d’Asti        | Asti                 | Bronze    |
| San Germano Vercellese         | San Germano Vercellese    | Vercelli             | Bronze    |
| San Giacomo                    | San Giacomo               | Alessandria          | Bronze    |
| San Giorgio Casale             | San Giorgio Monferrato    | Alessandria          | Bronze    |
| San Giuliano Piemonte          | San Giuliano Nuovo        | Alessandria          | Bronze    |
| San Paolo Solbrito             | San Paolo Solbrito        | Asti                 | Bronze    |
| San Sebastiano Po              | San Sebastiano da Po      | Turyn                | Bronze    |
| Santo Stefano Belbo            | Santo Stefano Belbo       | Cuneo                | Bronze    |
| Santa Vittoria                 | Santa Vittoria d’Alba     | Cuneo                | Bronze    |
| Salbertrand                    | Salbertrand               | Turyn                | Bronze    |
| Sale Langhe                    | Sale delle Langhe         | Cuneo                | Bronze    |
| Saliceto                       | Saliceto                  | Cuneo                | Bronze    |
| Saluggia                       | Saluggia                  | Vercelli             | Bronze    |
| Salussola                      | Salussola                 | Biella               | Bronze    |
| Saluzzo                        | Saluzzo                   | Cuneo                | Silver    |
| Sandigliano                    | Sandigliano               | Biella               | Bronze    |
| Sanfrè                         | Sanfrè                    | Cuneo                | Bronze    |
| Santhià                        | Santhià                   | Vercelli             | Silver    |
| Savigliano                     | Savigliano                | Cuneo                | Silver    |
| Serralunga-Cereseto            | Serralunga di Crea        | Alessandria          | Bronze    |
| Serravalle d’Asti              | Serravalle d’Asti         | Asti                 | Bronze    |
| Serravalle Scrivia             | Serravalle Scrivia        | Alessandria          | Silver    |
| Settime-Cinaglio-Mombarone     | Settime                   | Asti                 | Bronze    |
| Settimo                        | Settimo Torinese          | Turyn                | Silver    |
| Sillavengo                     | Sillavengo                | Novara               | Bronze    |
| Sizzano                        | Sizzano                   | Novara               | Bronze    |
| Solero                         | Solerno                   | Alessandria          | Bronze    |
| Sommariva del Bosco            | Sommariva del Bosco       | Cuneo                | Silver    |
| Spigno                         | Spigno Monferrato         | Alessandria          | Bronze    |
| Spinetta                       | Spinetta Marengo          | Alessandria          | Bronze    |
| Strambino                      | Strambino                 | Turyn                | Silver    |
| Stresa                         | Stresa                    | Verbano-Cusio-Ossola | Silver    |
| Strevi                         | Strevi                    | Alessandria          | Bronze    |
| Suno                           | Suno                      | Novara               | Bronze    |
| Susa                           | Susa                      | Turyn                | Silver    |
| Terzo-Montabone                | Terzo                     | Alessandria          | Bronze    |
| Tonco-Alfiano                  | Tonco                     | Asti                 | Bronze    |
| Torino Lingotto                | Turyn                     | Turyn                | Gold      |
| Torino Porta Nuova             | Turyn                     | Turyn                | Platinum  |
| Torino Porta Susa              | Turyn                     | Turyn                | Gold      |
| Torino Stura                   | Turyn                     | Turyn                | Bronze    |
| Torrazza Piemonte              | Torrazza Piemonte         | Turyn                | Bronze    |
| Torre Pellice                  | Torre Pellice             | Turyn                | Bronze    |
| Tortona                        | Tortona                   | Alessandria          | Silver    |
| Trappa                         | Trappa                    | Cuneo                | Bronze    |
| Trecate                        | Trecate                   | Novara               | Silver    |
| Trinità-Bene Vagienna          | Trinità                   | Cuneo                | Bronze    |
| Trino Vercellese               | Trino                     | Vercelli             | Silver    |
| Trofarello                     | Trofarello                | Turyn                | Silver    |
| Tronzano                       | Tronzano                  | Vercelli             | Bronze    |
| Valenza                        | Valenza                   | Alessandria          | Silver    |
| Valmadonna                     | Valmadonna                | Alessandria          | Bronze    |
| Vaprio d’Agogna                | Vaprio d’Agogna           | Novara               | Bronze    |
| Varallo Pombia                 | Varallo Pombia            | Novara               | Bronze    |
| Varallo Sesia                  | Varallo                   | Vercelli             | Bronze    |
| Verbania-Pallanza              | Verbania                  | Verbano-Cusio-Ossola | Silver    |
| Vercelli                       | Vercelli                  | Vercelli             | Gold      |
| Vergnasco                      | Vergnasco                 | Biella               | Bronze    |
| Vernante                       | Vernante                  | Cuneo                | Bronze    |
| Verolengo                      | Verolengo                 | Turyn                | Bronze    |
| Verzuolo                       | Verzuolo                  | Cuneo                | Bronze    |
| Vespolate                      | Vespolate                 | Novara               | Bronze    |
| Vicoforte-San Michele          | Vicoforte                 | Cuneo                | Bronze    |
| Vigliano d’Asti                | Vigliano d’Asti           | Asti                 | Bronze    |
| Vigliano-Candelo               | Vigliano Biellese         | Biella               | Bronze    |
| Vignale                        | Novara                    | Novara               | Bronze    |
| Villadossola                   | Villadossola              | Verbano-Cusio-Ossola | Bronze    |
| Villafranca-Cantarana          | Villafranca d’Asti        | Asti                 | Silver    |
| Villanova d’Asti               | Villanova d’Asti          | Asti                 | Silver    |
| Villastellone                  | Villastellone             | Turyn                | Silver    |
| Visone                         | Visone                    | Alessandria          | Bronze    |
| Vogogna Ossola                 | Vogogna                   | Verbano-Cusio-Ossola | Bronze    |